# Ernesto García Seijas
Ernesto García Seijas (Ramos Mejía, provincia de Buenos Aires, Argentina, 1 de junio de 1941-28 de marzo de 2023) fue un dibujante de historietas e ilustrador argentino. Colaboró con múltiples guionistas como Héctor Germán Oesterheld, Carlos Trillo, Robin Wood, Ray Collin, Mauro Boselli, entre otros. Es reconocido por obras como El Negro Blanco con guion de Carlos Trillo y Helena con guion de Robin Wood. En los últimos años fue dibujante regular de la serie italiana Tex.

## Biografía

### Etapa de formación
Ernesto García Seijas inició sus pinitos en el arte del dibujo a temprana edad ya sea dibujando con tizas en las calles de su ciudad natal o sobre cualquier papel que encontrase. Sus amigos sorprendidos por su afición comenzaron a llamarlo con el hipocorístico "Pincelito" a raíz de una popular publicidad de aquella época que él tomaba como referencia. Cuando contaba con doce años de edad, motivado por su hermano que era dibujante publicitario, decidió ingresar a la escuela secundaria de Bellas Artes que terminó abandonando por falta de interés en aquellas asignaturas que no estaban relacionada con el dibujo. Posteriormente se inscribió en las academias Pitman donde estudió dibujo durante dos años. De forma autodidacta realizó las lecturas de algunos libros de Andrew Loomis que coadyuvaron a perfeccionar y a pulir su estilo para adentrarse al ámbito profesional.

### Inicios
Su primer trabajo pago como dibujante lo realizó en la editorial Fascinación donde debió rellenar los cuadros de las novelas ilustradas provenientes de Italia. Con diecisiete años de edad dibuja Bill y Boss para la revista Tótem con guion de Ada Rubín. En 1958 empezó a dibujar en la revista Bucaneros, el gigante de la historieta la misma serie homónima mientras trabajó en diferentes editoriales como ilustrador, particularmente para Editorial Acme en su colección Robin Hood.

### Consolidación
En la década del 60 y 70 trabajó para Héctor G. Oesterheld en las revistas Frontera, Hora Cero, Misterix y Rayo Rojo siendo sus principales obras Tom de la pradera y León loco. Luego en la revista Intervalo de Editorial Columba dibujó adaptaciones de películas y sobre todo creó junto con Robin Wood Helena, una de sus obras mejor valorada. Posteriormente trabajó para revistas como Skorpio y Tits-Bits de Ediciones Record en donde le fue posible crear con mayor libertad y dar rienda suelta a su imaginación y a sus capacidades técnicas. De esta manera surgieron distintas obras como Black Soldier, Skorpio, Mandy Riley, El pequeño Rey, La estirpe de Josh, Los aventureros, El hombre de Richmond, entre otras. Mientras que en 1981 comenzó nuevamente a trabajar en Editorial Columba para la revista Nippur creando Kevin con guion de Robin Wood. En 1987 surgió la primera tira de prensa de El Negro Blanco con guion de Carlos Trillo para el diario Clarín sustituyendo a El loco Chávez de Horacio Altuna. De esta serie surgieron personajes que luego tuvieron sus propias historias independientes como Flopi que aparece en revista Meridiana y luego en Playboy Argentina. En 1996 dibujó Piel de lobo con guion de Carlos Trillo destinado para el mercado italiano, así también en 1999 dibujó Radzel con guion de Eduardo Mazzitelli. A lo largo de los noventa dibujó la tira “Bardo” en el diario La Prensa y “Sangre de Brujas” dentro de la serie Obras Cumbres del Terror (suplemento de la revista El Espectador) y en 2000 dibujó “Especies en peligro”, una tira de prensa para La Nación, con argumento de W. Lang. Ya en el siglo XXI se encontró abocado totalmente al mercado italiano formando parte del equipo de dibujantes de la legendaria serie Tex de la editorial Bonelli, colaborando tanto en la serie regular como en números especiales.

## Obras
Historietística
| Año                | Título                                      | Guionista                                       | Tipo | Publicación               |
| ------------------ | ------------------------------------------- | ----------------------------------------------- | --- | ------------------------- |
| 1958               | Bill y Boss                                 | Ada Rubín                                       | Serie | Revistas Totém Gigante    |
| 1959-1960          | Tom de la pradera                           | Héctor Germán Oesterheld                        | Serie de 18 episodios                                                                                                 | Revista Frontera Extra    |
| 1962-1964          | León Loco                                   | Héctor Germán Oesterheld                        | Serie | Revista Misterix          |
| 1974               | Black Soldier                               | Ernesto García Seijas                           | Serie | Revista Skorpio           |
| 1975               | Los aventureros                             | Carlos Albiac                                   | Serie | Revista Skorpio           |
| 9-10/1975, 12/1975 | Reno Regan                                  | Boni                                            | Serie | Revista Tit-Bits          |
| 1976               | El hombre de Richmond                       | Andrea Mantelli                                 | Serie de 37 episodios                                                                                                 | Revista Tit-Bits          |
| 1977               | Skorpio                                     | Ray Collins                                     | Serie | Revista Skorpio           |
| 1978               | El pequeño rey                              | Carlos Trillo                                   | Serie de 5 episodios                                                                                                  | Revista Skorpio           |
| 1979               | Mandy Riley                                 | Ray Collins                                     | Serie de 56 episodios                                                                                                 | Revista Skorpio           |
| 1979               | La estirpe de Josh                          | Alfredo Grassi                                  | Serie | Ediciones Récord          |
| 1979-1988          | Helena                                      | Robin Wood                                      | Serie | Revista Intervalo         |
| 1981               | Kevin                                       | Robin Wood                                      | Serie | Revista Nippur            |
| 1987               | Extraño acontecimiento en Colegio Inglés    | Carlos Trillo                                   | Historia autoconclusiva                                                                                               | Revista Skorpio           |
| 1987-1994          | El Negro Blanco                             | Carlos Trillo                                   | Tira de prensa | Diario Clarín             |
| 1991               | Flopi aventuras de una periodista argentina | Carlos Trillo/Eduardo Maicas                    | Tira de prensa | Revista Playboy Argentina |
| 07/10/1992         | La columna del Negro Blanco                 | Carlos Trillo                                   | Tira de prensa | Diario Clarín             |
| 1996               | Flopi                                       | Carlos Trillo/Eduardo Maicas                    | Miniserie | Revista Meridiana         |
| 1996               | Piel de lobo                                | Carlos Trillo                                   | Serie | Editorial EURA            |
| 1997               | Sangre de brujas                            | Carlos Trillo                                   | Serie | Revista El Espectador     |
| 1999               | Radzel                                      | Eduardo Mazzitelli                              | Serie | Editorial EURA            |
| 2000               | Especies en peligro                         | Viviana Centol                                  | Tira de prensa | Diario La Nación          |
| 2005               | Julia - Las aventuras de una criminóloga    | Giancarlo Berardi                               | Serie - #85 | Sergio Bonelli Editore    |
| 2007               | Tex - Almanacco del West                    | Mauro Boselli                                   | Serie - #año 2007 | Sergio Bonelli Editore    |
| 2008-2020          | Tex                                         | Mauro Boselli/Pasquale Ruju/Gianfranco Manfredi | Serie - #571 - #572 - #598 - #599 - #618 - #619 - #620 - #645 - #646 - #671 - #672 - #716 - #716 - #717 - #718 - #719 | Sergio Bonelli Editore    |
| 2011               | Tex Speciale                                | Claudio Nizzi                                   | Serie - #26 | Sergio Bonelli Editore    |